# جاتون کوئیناماری
جاتون کوئیناماری (به اسپانیایی: Jatun Quenamari) یک کوه در پرو است که در Peru, Puno Region واقع شده‌است. جاتون کوئیناماری ۵٬۴۰۰ متر بالاتر از سطح دریا واقع شده‌است.